# Winthrop Sargent
Winthrop Sargent (Gloucester, 1 mei 1753 – New Orleans, 3 juni 1820) was een Amerikaans politicus die deel uitmaakte van de Federalistische Partij.
President John Adams benoemde Sargent in 1798 als allereerste gouverneur (destijds nog territoriaal gouverneur) van Mississippi. Nadat Thomas Jefferson aan de macht kwam in de Verenigde Staten werd deze positie hem al snel ontnomen. Hiermee beëindigde hij meteen zijn politieke carrière.
- Gemeinsame Normdatei: 1231553979
- International Standard Name Identifier: 0000 0000 2478 957X
- Library of Congress Control Number: n85352411
- Nationale Bibliotheek van Israël: 987007460176605171
- SNAC: w6z03f01
- Virtual International Authority File: 35915117
- WorldCat: E39PBJgHck8RG3hHDMqf6QdRKd